# Abadia de Clonmacnoise
Abadia de Clonmacnoise ou Clonmacnois (em irlandês:  Cluain Mhic Nóis) é um mosteiro em ruínas no Condado de Offaly, na Irlanda, no Rio Shannon, ao sul de Athlone, fundado em 544 por São Ciarán, um jovem de Rathcroghan, Condado de Roscommon.  Até o século IX, teve estreitas associações com os reis de Connacht.
São Ciarán fundou o mosteiro no antigo território de Uí Maine em um ponto onde a principal rota terrestre leste-oeste (Slighe Mhor) encontra o rio Shannon após cruzar os pântanos da Irlanda Central conhecidos como Esker Riada. A localização estratégica do mosteiro ajudou-o a se tornar um importante centro de religião, aprendizado, artesanato e comércio no século IX; e junto com Clonard foi um dos lugares mais famosos da Irlanda, visitado por estudiosos de toda a Europa. Do século IX ao século XI, foi aliado aos reis de Meath. Muitos dos altos reis de Tara (ardrí) e de Connacht foram enterrados aqui.
Clonmacnoise foi amplamente abandonada no final do século XIII. Hoje, o local inclui nove igrejas em ruínas, um castelo, duas torres redondas e um grande número de cruzes e lajes de pedra esculpida. O Escritório de Obras Públicas do governo irlandês administra a ruína preservada. Um Centro Interpretativo está aberto ao público, o cemitério está em uso e os serviços religiosos ocorrem em uma capela moderna.